# Kościół św. Mikołaja w Oderbergu
Kościół św. Mikołaja (niem. St.-Nikolai-Kirche) – luterańska świątynia znajdująca się w niemieckim mieście Oderberg, wzniesiona wg projektu Friedricha Augusta Stülera.

## Opis
Przed wzniesieniem obecnej świątyni znajdował się tu kościół z II połowy XIII wieku, z drewnianą wieżą. Obecny gmach został wybudowany w latach 1853–1855 z kamienia i cegły w stylu neogotyckim, jego projekt sporządził architekt Friedrich August Stüler. W konsekracji świątyni uczestniczył król Fryderyk Wilhelm IV. Świątynia neogotycka, trójnawowa, o układzie bazylikowym. Do północno-wschodniego narożnika dostawiona jest wieża. Fasadę zdobi rozeta, a absydę doświetla pięć maswerkowych okien. Organy wykonał w 1855 roku poczdamski warsztat Gesell & Schultze. W 1953 zostały one wyremontowane przez organmistrza Karla Gerbiga z Eberswalde, a w 2023 miała miejsce renowacja polegająca na wymianie części piszczałek. W latach 1998–1999 elewacje świątyni poddano restauracji.

## Galeria

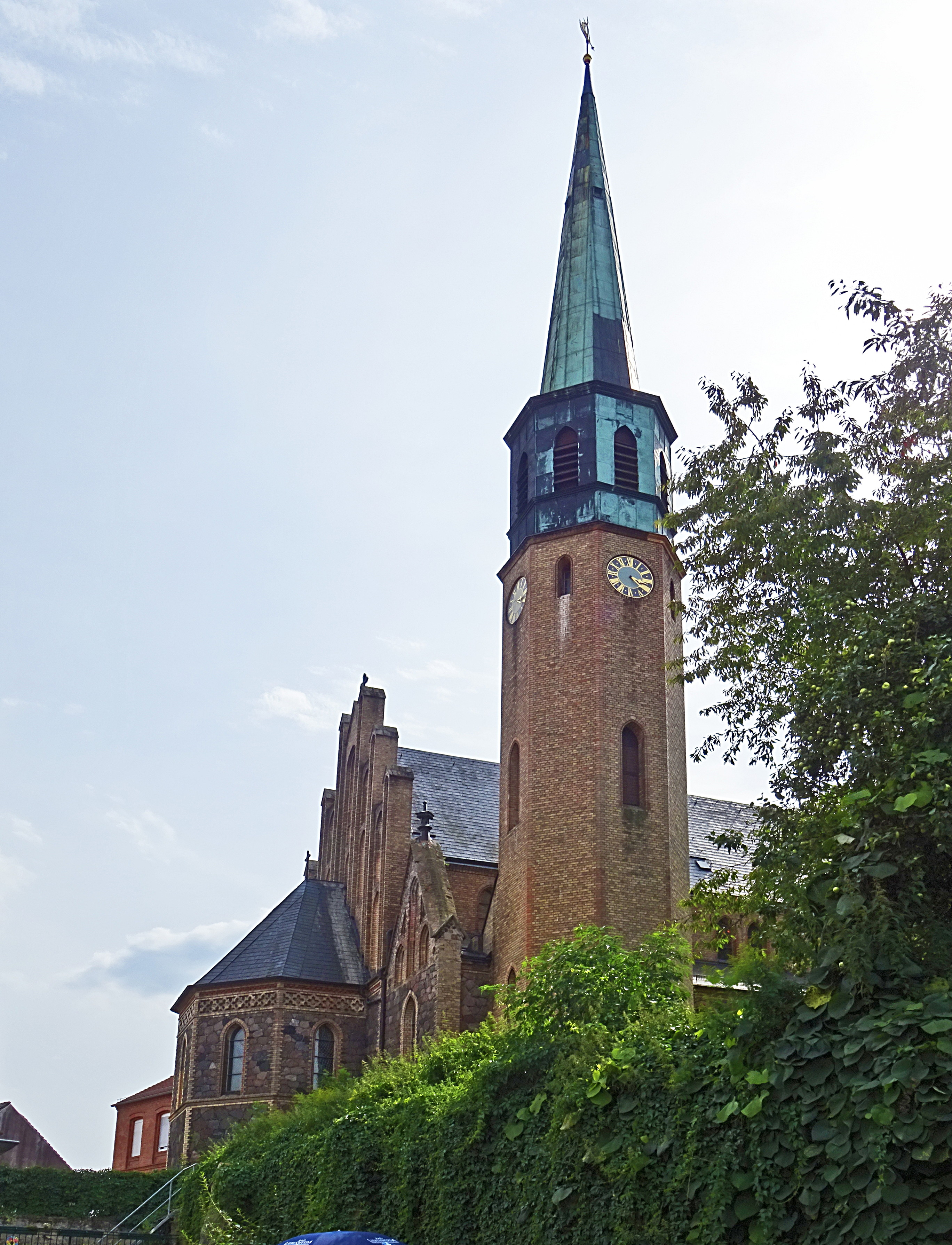
Widok z północy na wieżę
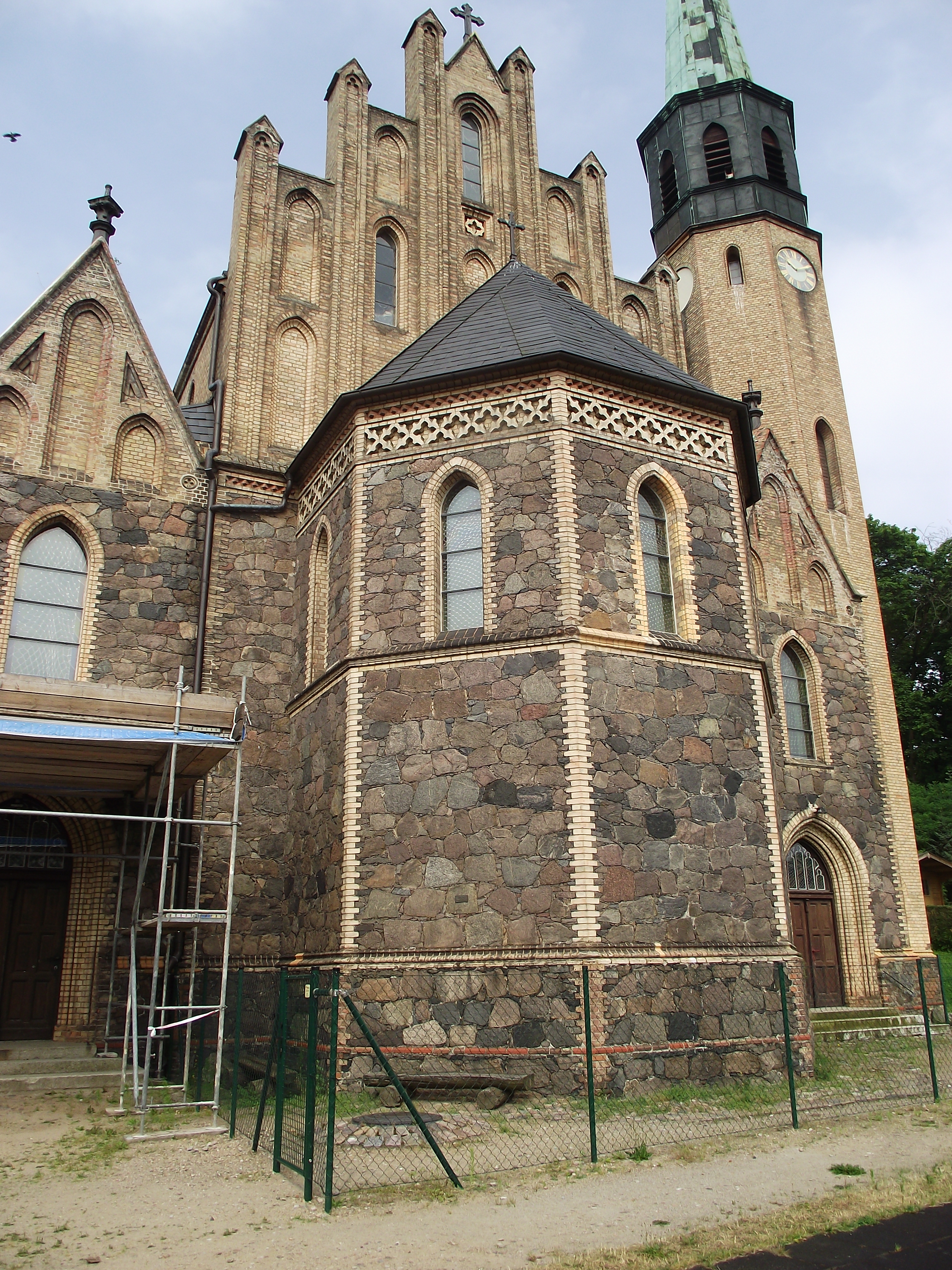
Absyda
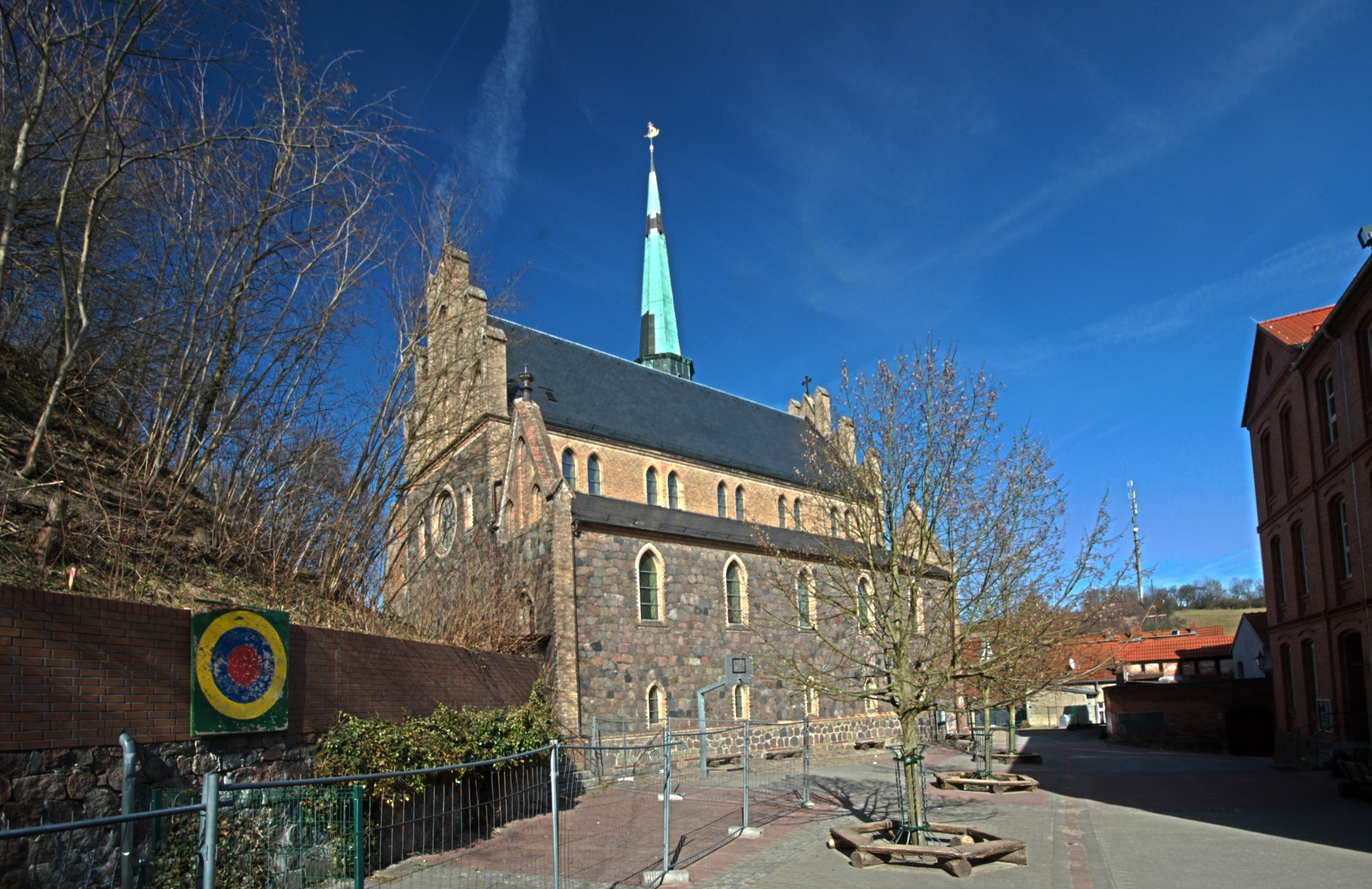
Widok z południowego zachodu
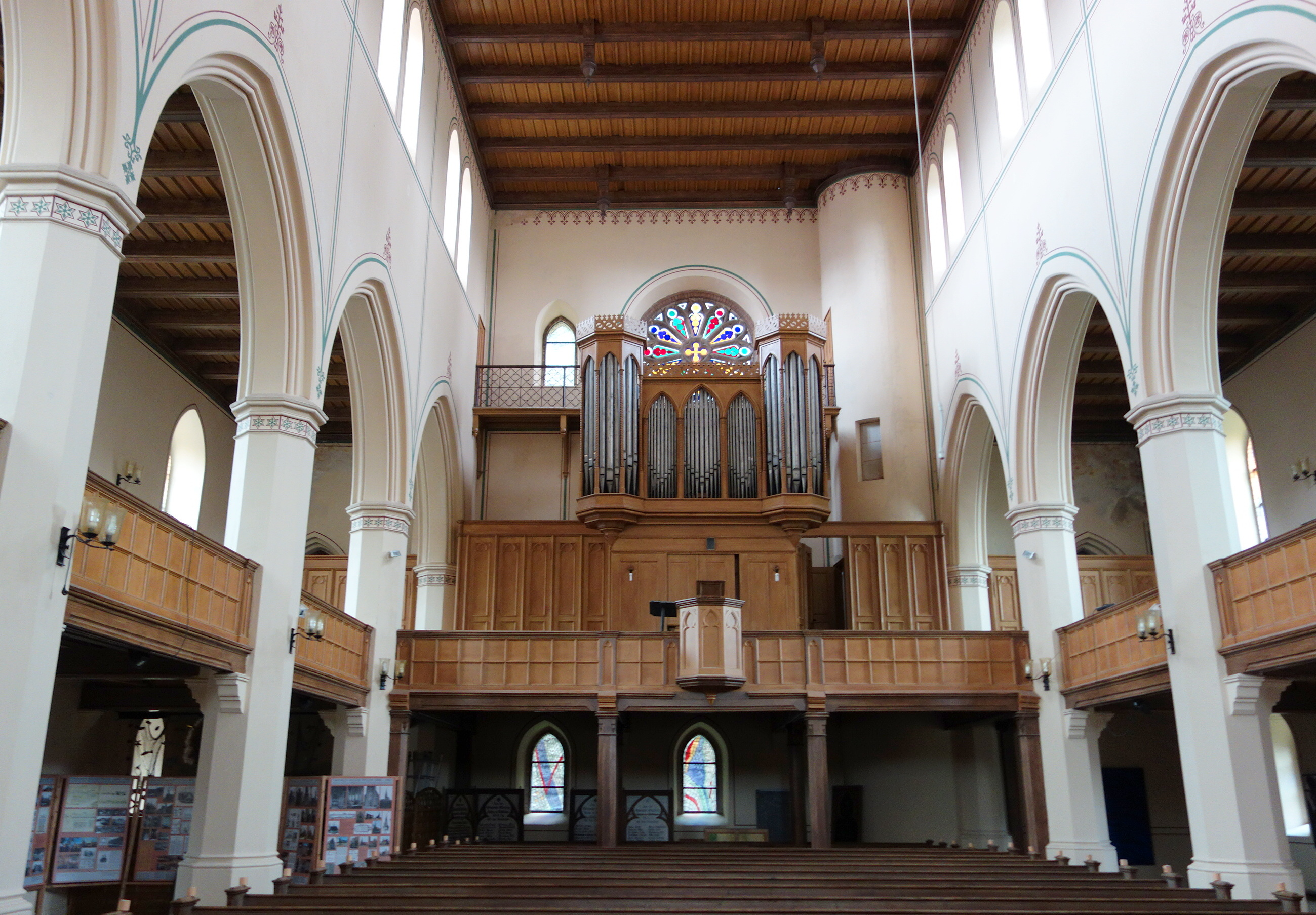
Organy